# Siberia Cup
Il Siberia Cup è stato un torneo professionistico di tennis giocato sul cemento indoor, che faceva parte dell'ATP Challenger Tour e del circuito ITF Women's Circuit. Si giocava annualmente a Tjumen' in  Russia.

## Albo d'oro

### Maschile

#### Singolare
| Anno | Campione        | Finalista       | Punteggio        |
| ---- | --------------- | --------------- | ---------------- |
| 2012 | Evgenij Donskoj | Illja Marčenko  | 6(6)–7, 6–3, 6–2 |
| 2013 | Andrej Golubev  | Andrej Kuznecov | 6–4, 6–3         |

#### Doppio
| Anno | Campioni                     | Finalisti                         | Punteggio |
| ---- | ---------------------------- | --------------------------------- | --------- |
| 2012 | Ivo Klec Andreas Siljeström  | Konstantin Kravčuk Denys Molčanov | 6–3, 6–2  |
| 2013 | Sergey Betov Aljaksandr Bury | Ivan Anikanov Ante Pavić          | 6–4, 6–2  |

### Femminile

#### Singolare
| Anno        | Campionessa      | Finalista       | Punteggio |
| ----------- | ---------------- | --------------- | --------- |
| 2011        | Julija Putinceva | Elina Svitolina | 6–2, 6–4  |
| ↑ ITF 50K ↑ |                  |                 |           |

#### Doppio
| Anno        | Campioni                    | Finalisti                             | Punteggio |
| ----------- | --------------------------- | ------------------------------------- | --------- |
| 2011        | Dar'ja Kustova Ol'ga Savčuk | Natela Dzalamidze Margarita Gasparjan | 6–0, 6–2  |
| ↑ ITF 50K ↑ |                             |                                       |           |